# Hull (flod)
Hull (engelsk River Hull) er en flod, som løber gennem East Riding of Yorkshire i det nordlige England. Den har sit udspring i Yorkshire Wolds. Skibstrafik er muligt fra slusen ved Struncheon Hill, hvor floden møder Driffieldkanalen. Floden løber ud i Humber i Kingston upon Hull.
Floden går igennem byens industriområder, og der er blevet bygget flere vippebroer over den. Disse er stadig i brug, selv om flodtrafikken har sunket i de senere år.

## Eksterne links
- Wikimedia Commons har flere filer relateret til Hull (flod)
- Historien bag kanalen Arkiveret 1. december 2008 hos  Wayback Machine (engelsk)
- Floden vist ved Google Maps

53°44′20″N 0°19′52″V / 53.738936111111°N 0.33119444444444°V